# Quartinia nubiana
Quartinia nubiana (лат.) — вид цветочных ос рода Quartinia семейства Vespidae (Masarinae). Северная Африка (Египет, Ливия, Тунис, Судан) и Западная Азия (Саудовская Аравия, ОАЭ). В пустынях эмирата Дубая (Dubai Desert Conservation Reserve, ОАЭ) отмечены на цветках бурачникового растения Heliotropium kotschyi (Boraginaceae). Вид был впервые описан в 1962 году британским энтомологом О. Ричардсом (O. W. Richards).